# Шигаево (Челябинская область)
Шига́ево — деревня в Сосновском районе Челябинской области. Входит в состав Долгодеревенского сельского поселения.

## География
Деревня расположена на берегу реки Миасс, рядом с районным центром — селом Долгодеревенским.

## Население
| 2002 | 2010 |
| ---- | ---- |
| 809  | ↘673 |

По данным Всероссийской переписи, в 2010 году численность населения деревни составляла 673 человека (325 мужчин и 348 женщин).

## Улицы
Уличная сеть деревни состоит из 13 улиц и 2 переулков.